# Наездник (фильм)
«Наездник» (англ. The Rider) — американский драматический фильм 2017 года, поставленный режиссёром Хлоей Чжао. Главные роли в фильме исполнили начинающие актеры.
Фильм был отобран для участия в Двухнедельнике режиссёров на 70-м Каннском международном кинофестивале (2017). Лучший фильм 2018 года по версии Национального общества кинокритиков США.

## Сюжет
Лента рассказывает историю молодого ковбоя, который после травмы головы пытается найти себя в жизни без любимого занятия.